# Dietrich Schulte-Frohlinde
Dietrich Friedrich Julius Schulte-Frohlinde (* 17. Dezember 1924 in München; † 1. Oktober 2015) war ein deutscher Chemiker.

## Leben
Dietrich Schulte-Frohlinde wurde am 17. Dezember 1924 in München geboren. Er besuchte die Grundschule in Berlin (1929–33) und in Wismar (1933–34), wo sein Vater, Heinrich Schulte-Frohlinde, die Norddeutschen Dornier-Werke leitete. Die Oberrealschule beendete er dort 1942 mit dem Notabitur. Im Anschluss wurde er zum Reichsarbeitsdienst und ab dem 15. Oktober 1942 zum Militärdienst (Panzergrenadiere) eingezogen. Mehrfach verwundet geriet er am 11. Mai 1945 als Leutnant in sowjetische Kriegsgefangenschaft, aus der er erst im März 1947 entlassen wurde. An der Universität Heidelberg belegte er den Vorsemesterkurs für Spätheimkehrer und konnte im Wintersemester 1947/48, nun mit einem gültigen Abitur versehen, das Chemiestudium beginnen. 1952 schloss er das Studium mit einer Diplomarbeit über polarographische Keto-Enol-Bestimmung. Seine Doktorarbeit verfasste Schulte-Frohlinde von 1952 bis 1956 bei Richard Kuhn am Max-Planck-Institut für medizinische Forschung über cis-trans-Umlagerungen. Ab 1959 war er unter Walter Seelmann-Eggebert Leiter des neu eingerichteten Labors für Strahlenchemie im Institut für Radiochemie am Kernforschungszentrum Karlsruhe. Im Anschluss habilitierte er 1963 an der TH Karlsruhe auf dem Gebiet der Strahlenchemie und wurde durch Karl Ziegler als wissenschaftliches Mitglied und Direktor der Selbstständigen Abteilung Strahlenchemie des Max-Planck-Instituts für Kohlenforschung (später Max-Planck-Institut für Strahlenchemie) berufen. Diese Position hatte er von 1970 bis 1992 inne.

## Wissenschaftliches Werk
Schulte-Frohlinde beschäftigte sich intensiv mit Photochemie. Auch griff er zunehmend strahlenchemische Fragen auf. Mit Klaus Eiben gelang ihm der spektroskopische Nachweis des lange gesuchten hydratisierten Elektrons. Schon in Karlsruhe begannen mit Clemens von Sonntag die ersten Arbeiten zur Strahlenchemie der DNA, die in Mülheim ein Forschungsschwerpunkt werden sollte. So gelang 1975 die Aufklärung wesentlicher Aspekte des radikal-induzierten DNA Kettenbruchs. Der Ausbau der Pulsradiolyse, ESR-Spektroskopie, Laser-Photolyse und chemischen Analytik ermöglichten Fragestellungen mit verschiedenen Methoden anzugehen. Erkennend, dass Reparaturprozesse ganz entscheidend die Folgen der strahleninduzierten Schäden bestimmen, wandte er sich in den letzten Jahren strahlenbiologischen Fragestellung zu.

## Auszeichnungen
- J. J. Weiss Medal der British Association for Radiation Research zusammen mit Clemens von Sonntag (1984)
- L. H. Gray Medal der International Commission on Radiation Units and Measurements (1989)